# La Vaquerita
Isabel Ordóñez Martínez, född 16 maj 1978 i Guadalajara i Jalisco, bättre känd under sitt artistnamn La Vaquerita (spanska för "Den lilla cowgirlen") är en mexikansk fribrottare som brottas i Mexikos största och äldsta förbund, Consejo Mundial de Lucha Libre (CMLL) och gestaltar en ruda ("ond tjej") wrestlingkaraktär. 
Där gestaltar hon en ruda (de som porträtterar "de onda" i professionell mexikansk brottning, till skillnad från tecnicas, de goda). Vaquerita brottades tidigare iförd fribrottningsmask och hennes identitet var då inte känd av allmänheten, vilket är vanligt inom lucha libre.
La Vaqueritas riktiga namn var inte allmänt känt förrän hon förlorade sin mask vid 2016 års Infierno en el Ring-show, i en insatsmatch (så kallad lucha de apuestas). 2011 blev hon den första innehavaren av Lucha POP Women's Championship och debuterade för CMLL i slutet av 2012.

## Karriär
La Vaquerita blev intresserad av lucha libre av en ren slump. När hon passerade Arena Coliseo i sin hemstad Guadalajara, så märkte hon att de hade kvinnliga brottare på programmet och blev intresserad. Hon gick till den kände brottartränaren Diablo Velasco, som bodde i Guadalajara, och blev antagen till hans brottarskola. Enligt Vaquerita var hon den sista kvinnliga brottaren som tränades av Diablo Velasco innan han gick i pension 1997. Hon började arbeta som professionell brottare 1993 vid endast 16 års ålder, då hon ersatte brottaren Miss Janeth i sista minuten när denna skadades och arrangören saknade en kvinna för detta evenemang. Även efter sin debut fortsatte hon att träna under Velasco när hon inte var bokad för evenemang. Till en början arbetade hon under ringnamnet Gypsy, en maskerad karaktär. Senare antog hon ringnamnet Alaska då hon främst arbetade i och runt Guadalajara. Vid någon tidpunkt under sin tid som Gypsy eller Alaska tog hon en längre paus från brottningen för att bli mamma.
Efter att ha arbetat som Alaska i några år bestämde sig La Vaquerita för att byta namn 2008. Inspirerad av några av de hejarop och ramsor hon fick när hon bar läderkläder till ringen under en match, beslutade hon att ändra sin ringkaraktär och mask när hennes brottningslicens ändå skulle förnyas, vilket gav upphov till ringkaraktären "La Vaquerita".. Hon fortsatte att arbeta på den oberoende scenen, men började arbeta mer och mer utanför Guadalajara för företag som Xtreme Latin American Wrestling (XLAW), Los Perros del Mal., International Wrestling Revolution Group (IWRG) och Desastre Total Ultraviolento (DTU), där hon vanligtvis arbetade som en tecnica, en god karaktär. Vaquerita mötte ofta Chik Tormenta och Keyra, varav den senare hon kom att utveckla en långvarig rivalitet med.
Den 29 januari 2011 deltog hon i en Mixed tag team-match, tillsammans med den manliga brottaren Hormiga, och förlorade mot AAA-brottarna Sexy Star och Zumbi. Detta var första gången hon brottades mot någon från en av de "stora två" promotionerna i Mexiko, Lucha Libre AAA Worldwide och Consejo Mundial de Lucha Libre. Den 30 januari 2011 besegrade hon Keyra, Megan och Ashley i Tulancingo för att vinna DTU's pokal för bästa kvinnliga fribrottare som delades ut i samarbete med Promociones RAD. I mars deltog hon i en trio-match hon upp med Cerebro Negro och Comando Negro för att vinna en fyra lags intergender-turnering på en DTU-show. La Vaquerita var en av sex kvinnor från den oberoende scenen som fick en chans att tävla om en match mot den dåvarande AAA Reina de Reinas-mästaren genom DTU's samarbete med AAA. La Vaquerita förlorade dock återigen mot sin ständiga rival Keyra.
Senare 2011 var Vaquerita en av sju kvinnor som tävlade om det nyinrättade Pro-Lucha POP Women's Championship under Pro-Wrestling POP's debutshow. La Vaquerita och rivalen Keyra överlevde en Battle Royal för att fortsätta till finalen av turneringen där La Vaquerita besegrade sin långvariga rival för att vinna mästerskapet. I juli 2011 hade La Vaquerita en möjlighet att bli dubbel mästare då hon tävlade om det vakanta DTU Chica Tercera Caida Championship, men förlorade mot Vaneli i en eliminationsmatch som innehöll flera kvinnor. Hon hade sitt första framgångsrika försvar av POP Women's Championship den 27 augusti 2011, då hon besegrade både Keyra och Lolita. Några månader senare var hon en av 15 män och kvinnor som riskerade sin mask eller sitt hår i en steel cage-match, där den sista personen kvar i buren skulle antingen avmaskeras eller rakas skallig enligt reglerna för lucha de apuestas. Det gäller att ta sig ut ur buren, när bara två brottare återstår övergår matchen till en man mot man-match. Matchen inkluderade kvinnliga brottare som Chik Tormenta, Herejia, Keyra, Vaneli och manliga brottare som Chucho el Roto, Epitafio, Iron Love, Mr. Potro, Ronny el Italiano, Ronny Ventura, Trauma I, Trauma II, Yakuza och förloraren Mexico Bronco som förlorade masken och fick avslöja sitt ansikte och namn. Den 2 oktober 2011 satte La Vaquerita sitt POP Women's Championship på spel mot Chik Tormentas Lucha Libre FemenilJunior Championship i en match som slutade i en fasthållning, vilket innebar att båda mästarna behöll sina titlar. La Vaquerita följde upp med ett tredje och ett fjärde framgångsrikt försvar mot Vaneli och Yuki Star. Den 19 februari 2012, under debutshowen för Daga Dynamite Dojo X-Project-förbundet, tog La Vaqueritas 204 dagar långa regeringsperiod med Pro-Lucha POP Women's Championship slut när hon förlorade mot den kanadensiska brottaren Lufisto, två fall mot ett.

### Consejo Mundial de Lucha Libre (2012-)
I slutet av 2012 brottades La Vaquerita en provmatch för CMLL, där hon arbetade som ruda (ond karaktär) för första gången. Hon gick en lagmatch med CMLL-veteranerna Mimi ShimodaM och Zeuxis, där de förlorade mot Marcela, Dalys La Caribeña och Lady Afrodita i en match som var utformad för att ge CMLL-tjänstemännen en chans att utvärdera hennes insats. Vid den tiden skrev hon dock inte på något kontrakt med CMLL. Hennes provmatch var framgångsrik och i början av 2013 började hon arbeta fler evenemang för CMLL, inklusive en match på CMLL huvudevenemang  på fredagar, CMLL Super Viernes den 12 april. Den 8 september 2013 vann La Vaquerita och Zeuxis en turnering för Reina World Tag Team Championship i Kawasaki i Japan. De förlorade dock titlarna till Aki Shizuku och Ariya den 2 november samma år. Den 25 december 2016 förlorade hon en burmatch i huvudmatchen på 2016 års Infierno en el Ring-show när hon blev besegrad av Zeuxis. Som ett resultat tvingades hon ta av sig masken och avslöja sitt födelsenamn, hemstad och namn.
På Pay-per-view evenemanget Homenaje a Dos Leyendas 2022 förlorade hon återigen en lucha de apuestas, denna gång mot Reyna Isis och Vaquerita tvingades raka av sig håret. Emellertid fortsätter hon veckovis att brottas i CMLL på deras olika evenemang (2024).

## Övrigt
Vaquerita tränades av Diablo Velazco, Gran Apache och Gran Cochisse, far till Saturno.